# Projeção Winke tripel

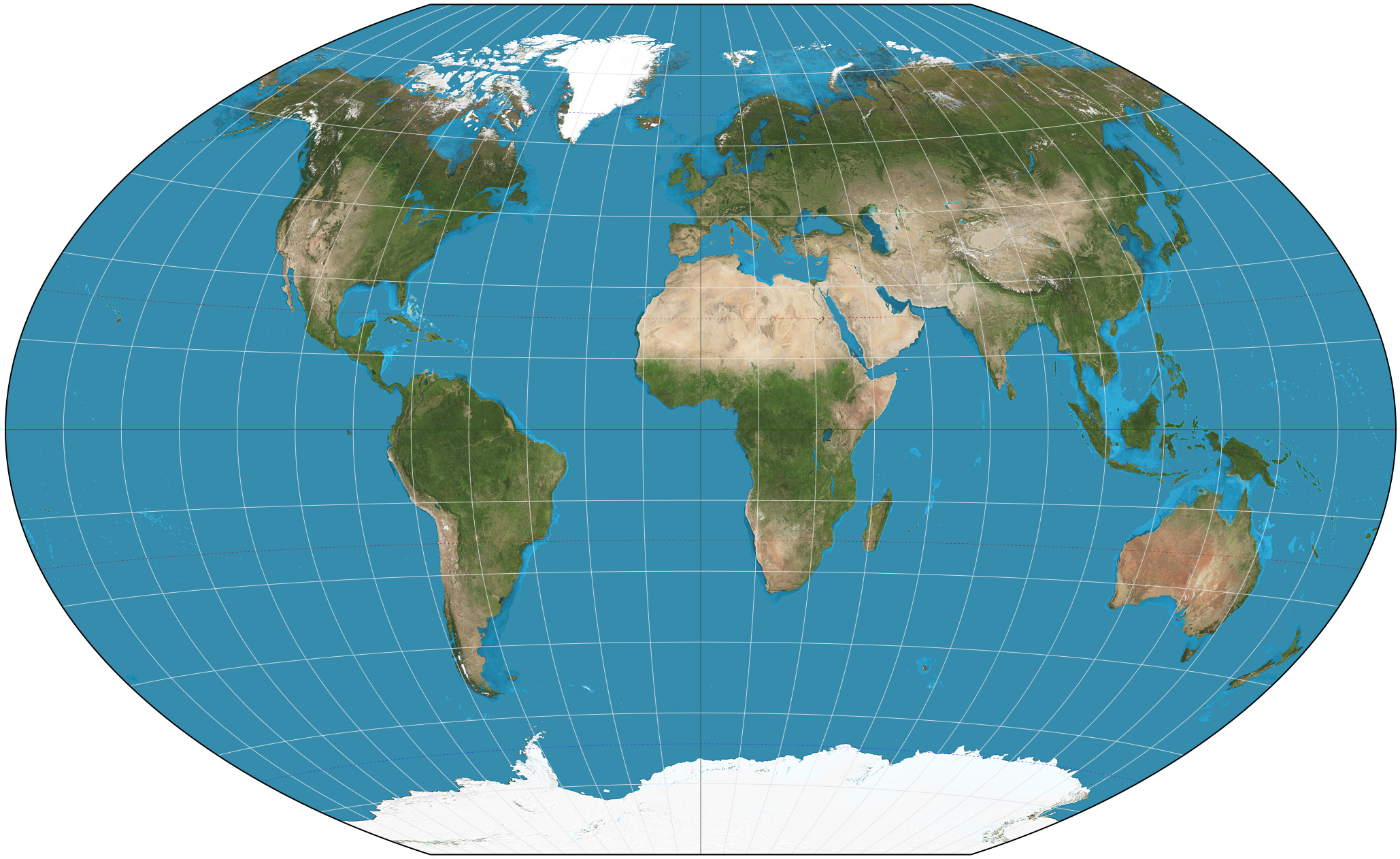
Projeção Winkel tripel do mundo, gratícula de 15°

A projeção tripel de Winkel com a indicatriz de deformação de Tissot

A projeção Winkel tripel (Winkel III), uma projeção azimutal modificada do mapa do mundo, é uma das três projeções propostas pelo cartógrafo alemão Oswald Winkel (7 de janeiro de 1874–18 de julho de 1953) em 1921. A projeção é a média aritmética da projeção equirretangular e da projeção de Aitoff. O nome tripel ( alemão para 'triplo') refere-se ao objetivo de Winkel de minimizar três tipos de distorção: área, direção e distância.

## Algoritmo
{\displaystyle {\begin{aligned}x&={\frac {1}{2}}\left(\lambda \cos \varphi _{1}+{\frac {2\cos \varphi \sin {\frac {\lambda }{2}}}{\operatorname {sinc} \alpha }}\right),\\y&={\frac {1}{2}}\left(\varphi +{\frac {\sin \varphi }{\operatorname {sinc} \alpha }}\right),\end{aligned}}}
onde λ é a longitude relativa ao meridiano central da projeção, φ é a latitude, φ 1 é o paralelo padrão para a projeção equiretangular, sinc é a função seno cardinal não normalizada e
{\displaystyle \alpha =\arccos \left(\cos \varphi \cos {\frac {\lambda }{2}}\right).}
Em sua proposta, Winkel definiu
{\displaystyle \varphi _{1}=\arccos {\frac {2}{\pi }}.}
Não existe um mapeamento inverso de forma fechada , e computar o inverso numericamente requer o uso de métodos iterativos.

## Comparação com outras projeções
David M. Goldberg e J. Richard Gott III mostraram que o tripel de Winkel se sai melhor contra várias outras projeções analisadas em relação às suas medidas de distorção, produzindo distância mínima, elipticidade indicatriz de Tissot e erros de área, e a menor inclinação de qualquer uma das projeções que estudaram. Por uma métrica diferente, o "Q" de Capek, o Winkel tripel ficou em nono lugar entre uma centena de projeções de mapas do mundo, atrás da projeção comum de Eckert IV e da Projeção de Robinson.
Em 1998, a projeção tripel de Winkel substituiu a projeção de Robinson como a projeção padrão para mapas mundiais feitos pela National Geographic Society. Muitos institutos educacionais e livros didáticos logo seguiram o exemplo da National Geographic ao adotar a projeção, a maioria dos quais ainda a utiliza.